# St. Brigida (Untermaubach)

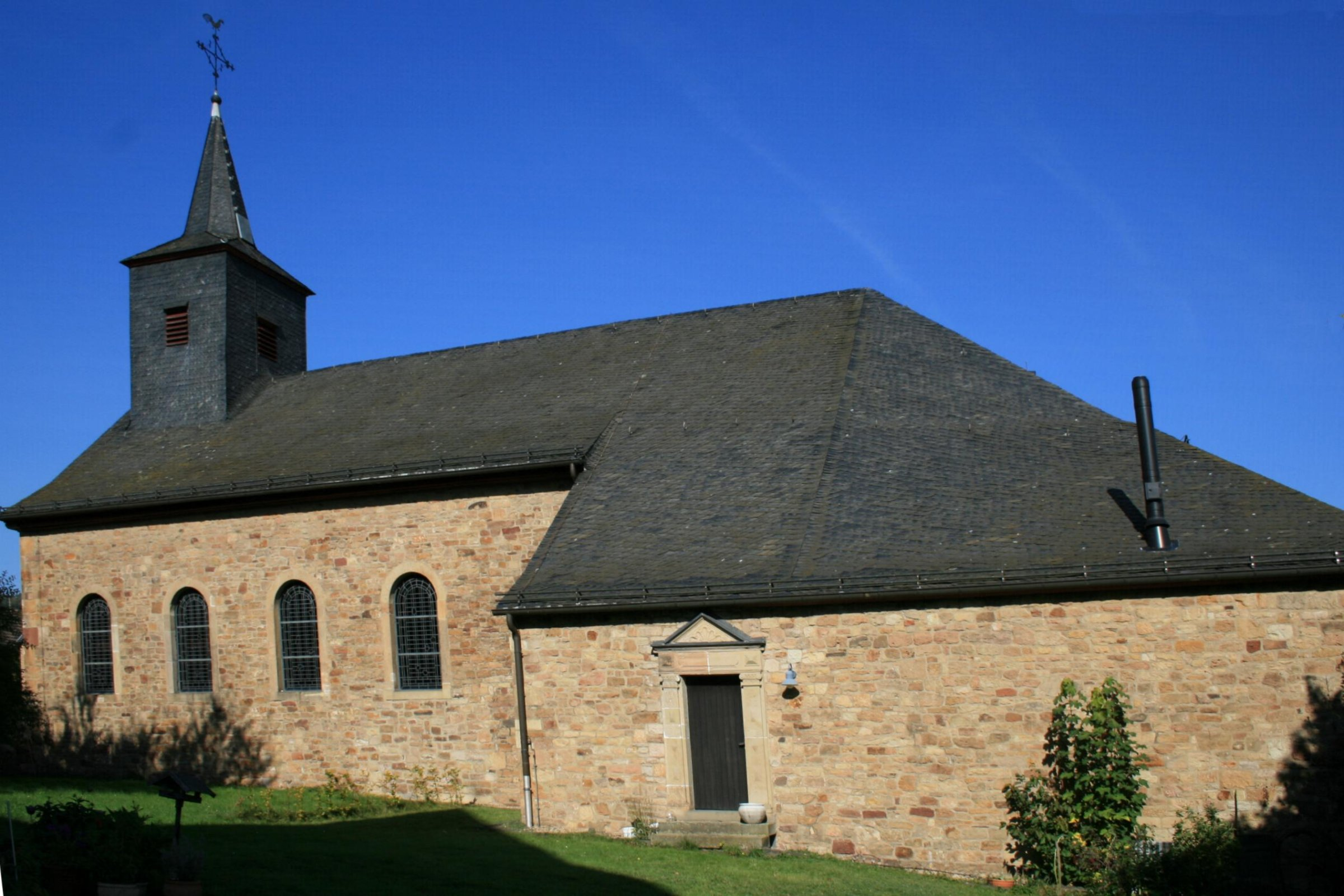
St. Brigida in Untermaubach

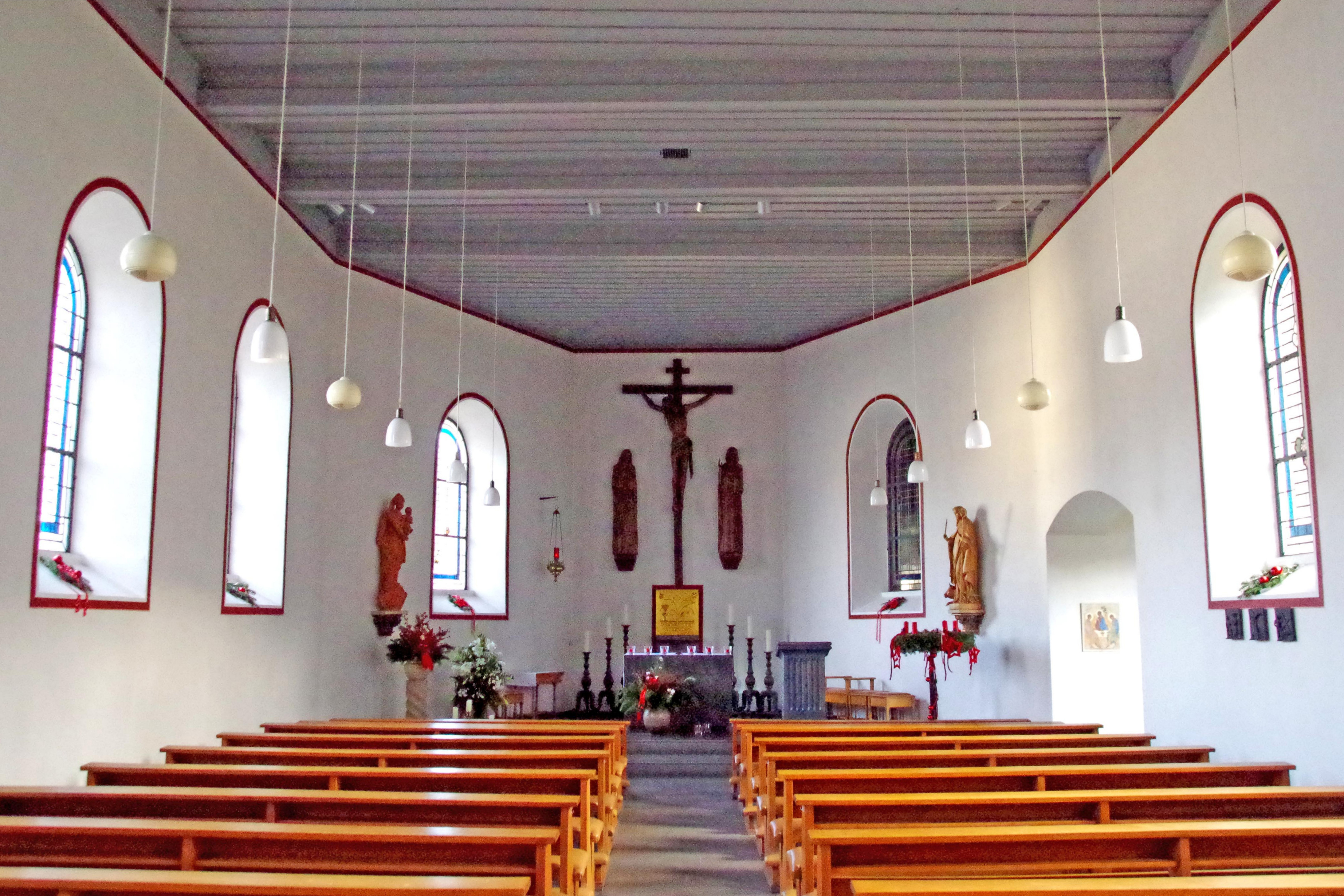
Blick ins Kirchenschiff

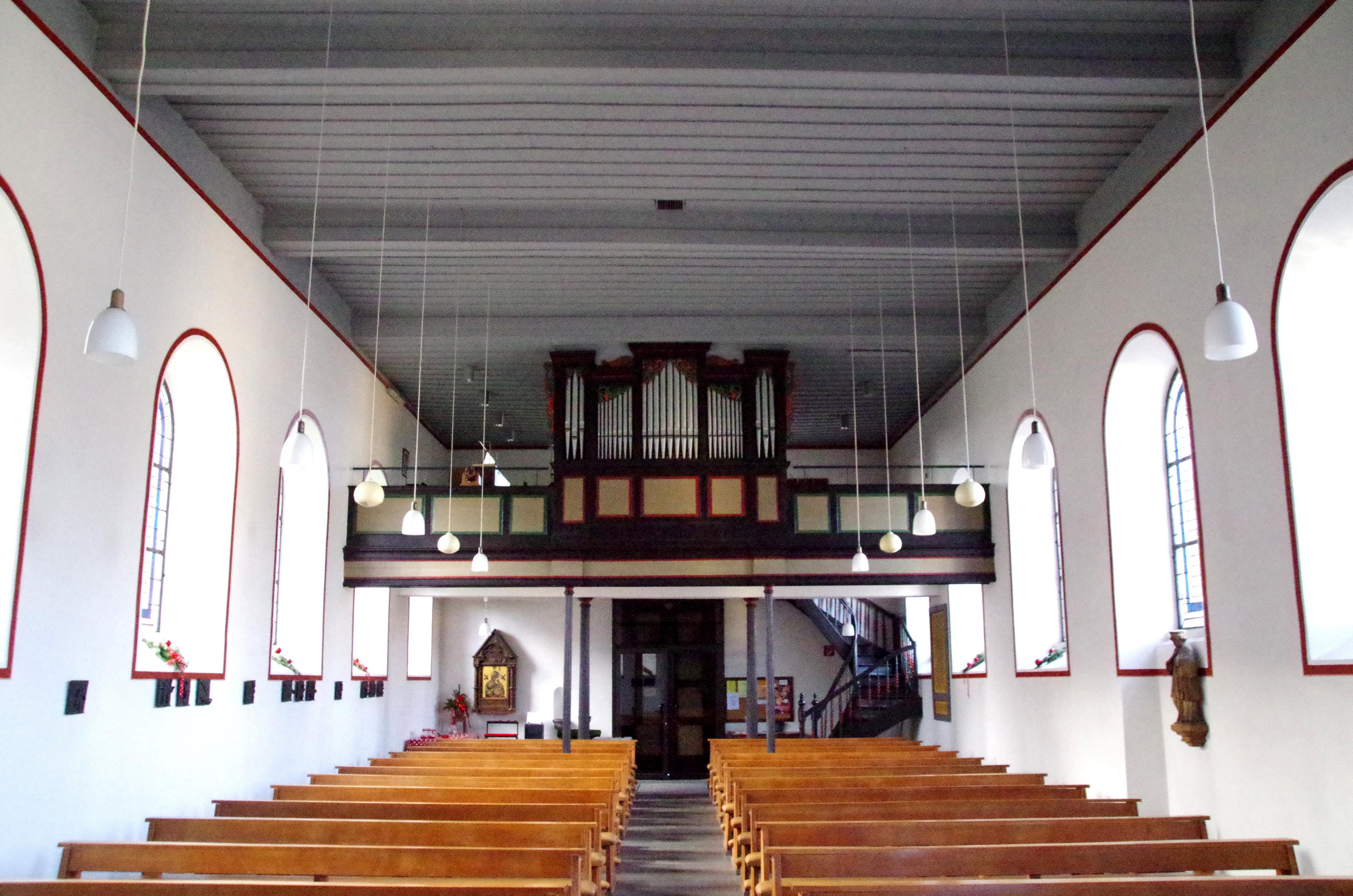
Blick zur Orgelempore

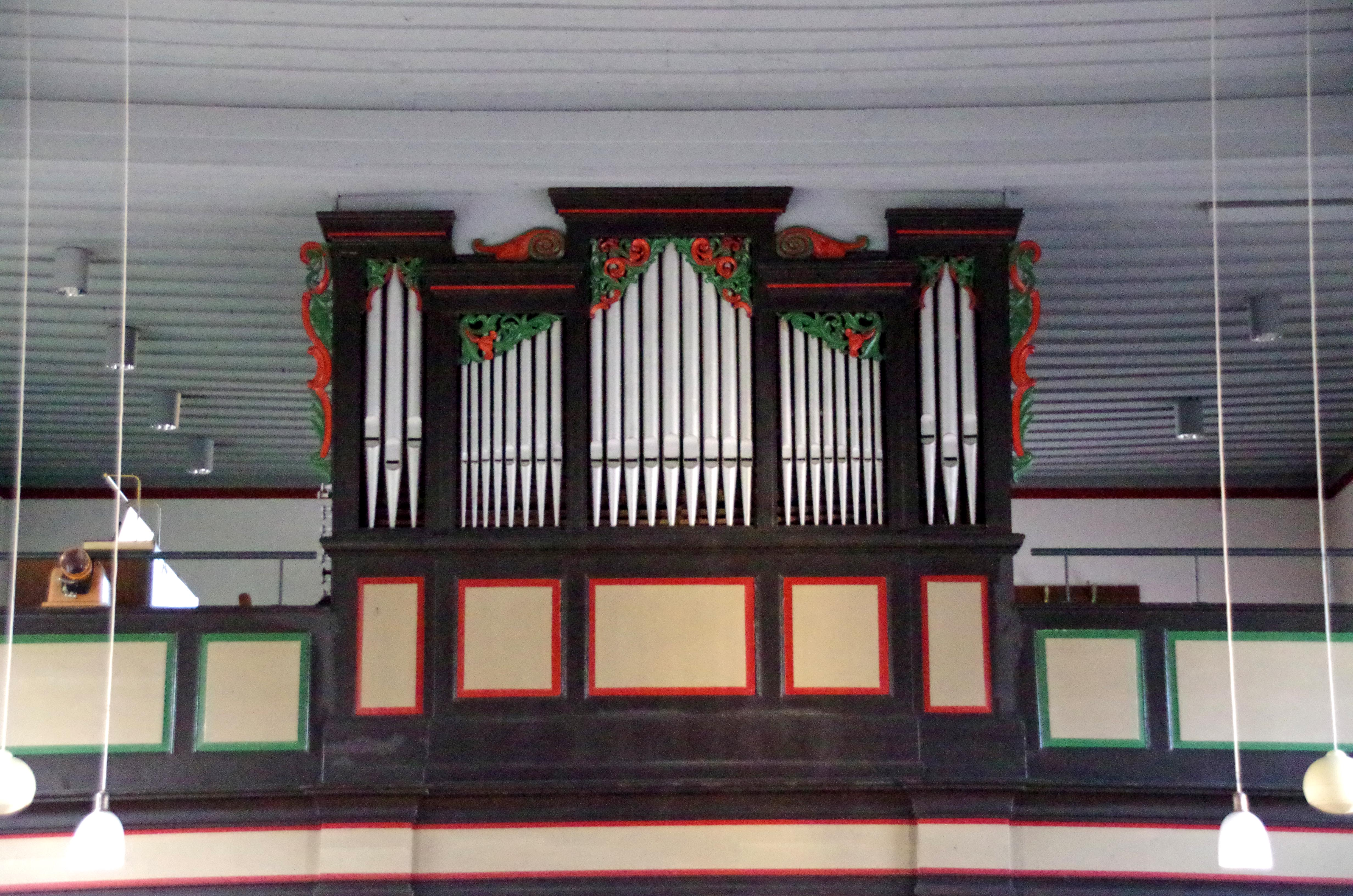
Orgelprospekt

St. Brigida ist die römisch-katholische Pfarrkirche des Kreuzauer Ortsteils Untermaubach im Kreis Düren in Nordrhein-Westfalen. Das Bauwerk ist unter Nummer 57 in die Liste der Baudenkmäler in Kreuzau eingetragen und ist der hl. Brigida von Kildare geweiht.

## Geschichte
In Untermaubach bestand bereits um das Jahr 1350 eine Kapelle. Dabei handelte es sich um eine Fachwerkkapelle. Da sich diese, wie auch das heutige Gotteshaus, in direkter Nachbarschaft zur Burg Untermaubach befindet bzw. befand, ist davon auszugehen, dass es sich um eine Burgkapelle handelte.
Zwischen 1619 und 1649 wurde die alte Fachwerkkapelle durch eine neue Kapelle aus Bruchsteinen ersetzt. 1804 wurde Untermaubach, was bisher eine Filialgemeinde der Pfarre Kreuzau war, von der Mutterpfarre abgetrennt und zur eigenständigen Pfarrei erhoben. 
1816 wurde die heutige Kirche errichtet und 1817 benediziert. 1834 wurde das Bauwerk erweitert und umgebaut. Es war eine klassizistische Saalkirche aus Bruchsteinen mit einem dreiseitig geschlossenen Chor und einem Dachreiter über dem Westgiebel entstanden.
Im Zweiten Weltkrieg wurde die Pfarrkirche stark beschädigt, wobei nahezu die gesamte Inneneinrichtung vernichtet wurde. Bis 1949 waren die stärksten Schäden behoben. Im Jahr 1976 folgte eine umfassende Renovierung nach Plänen des Zülpicher Architekten Karl-Josef Ernst. Die feierliche Wiedereinweihung fand am 17. September 1976 statt.

## Ausstattung
In der Kirche befindet sich moderne Ausstattung. Die Buntglasfenster sind Werke von Paul Weigmann und stellen Geometrien mit Blatt- und Fruchtmotiven dar.

## Orgel
Die Orgel von St. Brigida stammt in ihren ältesten Teilen noch aus dem Jahr 1760. Der Orgelbauer ist unbekannt. 1885 wurde das Instrument durch die Orgelbauwerkstatt Gebrüder Müller aus Reifferscheid restauriert. 1985 restaurierte und erweiterte die Orgelbauwerkstätte Heinz Wilbrand aus Übach-Palenberg die Orgel erneut. Seit 1985 besitzt die Orgel mit mechanischen Schleifladen folgende 18 Register:
| I Hauptwerk C–f3 |        |
| Quintatön        | 16′    |
| Principal        | 8′     |
| Flöte (D)        | 8′     |
| Gamba            | 8′     |
| Octave           | 4′     |
| Quinte           | 2 ⁄3′  |
| Superoctave      | 2′     |
| Terz             | 1 3⁄5′ |
| Mixtur III       | 2′     |
| Trompete (B/D)   | 8′     |

| II Nebenwerk C–f3 |    |
| Hohlflaut (B/D)   | 8′ |
| Salicional (B/D)  | 8′ |
| Vox coelestis     | 8′ |
| Principal         | 4′ |
| Flauto dolce (D)  | 4′ |

| I Hauptwerk C–f3 |        |
| Quintatön        | 16′    |
| Principal        | 8′     |
| Flöte (D)        | 8′     |
| Gamba            | 8′     |
| Octave           | 4′     |
| Quinte           | 2 ⁄3′  |
| Superoctave      | 2′     |
| Terz             | 1 3⁄5′ |
| Mixtur III       | 2′     |
| Trompete (B/D)   | 8′     |

| II Nebenwerk C–f3 |    |
| Hohlflaut (B/D)   | 8′ |
| Salicional (B/D)  | 8′ |
| Vox coelestis     | 8′ |
| Principal         | 4′ |
| Flauto dolce (D)  | 4′ |

## Glocken
Im Dachreiter von St. Brigida befinden sich zwei Glocken. Die größere Glocke goss Wilhelm Mabilon von der Fa. Mabilon & Co. aus Saarburg 1927. Er goss 1927 noch eine weitere, größere Glocke, die jedoch im Zuge des Zweiten Weltkriegs für Kriegszwecke abgegeben werden musste und schließlich eingeschmolzen wurde. Die kleinere Glocke ist eine Leihglocke aus Groß-Lessen in Niederschlesien, heute Polen. Sie wurde 1464 von einem unbekannten Gießer geschaffen.
| Nr. | Name        | Durchmesser (mm) | Masse (kg, ca.) | Schlagton (HT-1/16) | Gießer                                       | Gussjahr |
| 1   | -           | 837              | 344             | h' −4               | Wilhelm Mabilon, Fa. Mabilon & Co., Saarburg | 1927     |
| 2   | Christkönig | 697              | 180             | d" −9               | Unbekannt                                    | 1464     |

## Pfarrer
Folgende Priester wirkten bislang als Pfarrer an St. Brigida:
- 1920–1955: Wilhelm Meyer
- 1955–1966: Gerhard Beulen
- 1967–1970: Hubert Stoffels
- 1971–2007: Johannes Besgen
- 2007–2023: Walter Hütten
- Seit 2024: Josef Wolff